# Lee Da-bin
Lee Da-bin (n. 7 decembrie 1996, Coreea de Sud) este o sportivă ce a reprezentat Coreea de Sud, medaliată olimpică. A participat la 1 ediție a Jocurilor Olimpice (2020) în care a câștigat 1 medalie de argint.